# Ventilago cernua
Ventilago cernua är en brakvedsväxtart som beskrevs av Louis René Tulasne. Ventilago cernua ingår i släktet Ventilago och familjen brakvedsväxter. Inga underarter finns listade i Catalogue of Life.